# Анклав (фільм)
«Анклав» (серб. Енклава) — сербський драматичний фільм, написаний та знятий Гораном Радовановичем. Він був одним з шести фільмів шортлисту Сербії для висунення на премію «Оскар-2016» у номінації «найкращий фільм іноземною мовою». 3 вересня 2015 року «Анклав» був висунутий Сербією.

## Сюжет
У Косово серби живуть у невеликих ізольованих громадах — анклавах. Ці спільноти є єдиними у своєму роді в Європі, і поліція Організації Об'єднаних Націй та Європейського союзу зобов'язана їх захищати. В анклаві помирає 80-річний дідусь, але цвинтар знаходиться за його межами. Це завдання вдається виконати його 10-річному онуку Ненаду за допомогою любові та дружби.

## У ролях
- Філіп Шубарич
- Денис Мурич
- Небойша Глоговац — Водзіслав
- Аніца Добра — Міліца
- Міодраг Кривокапич
- Горан Радакович
- Мето Йовановськи — дідусь Мілутін

## Визнання
| Нагороди та номінації фільму «Анклав» | Нагороди та номінації фільму «Анклав» | Нагороди та номінації фільму «Анклав» | Нагороди та номінації фільму «Анклав» | Нагороди та номінації фільму «Анклав» | Нагороди та номінації фільму «Анклав» |
| Рік                                   | Нагорода                              | Категорія                             | Номінант                              | Результат                             |                                       |
| ------------------------------------- | ------------------------------------- | ------------------------------------- | ------------------------------------- | ------------------------------------- | ------------------------------------- |
| 2015                                  | Московський міжнародний кінофестиваль | Приз глядацької аудиторії             | «Анклав»                              | Перемога                              |                                       |
| 2015                                  | Московський міжнародний кінофестиваль | «Золотий Святий Георгій»              | «Анклав»                              | Номінація                             |                                       |
| 2015                                  | Антальський міжнародний кінофестиваль | «Золота помаранча» за найкращий фільм | «Анклав»                              | Номінація                             |                                       |